# Mazarinetele

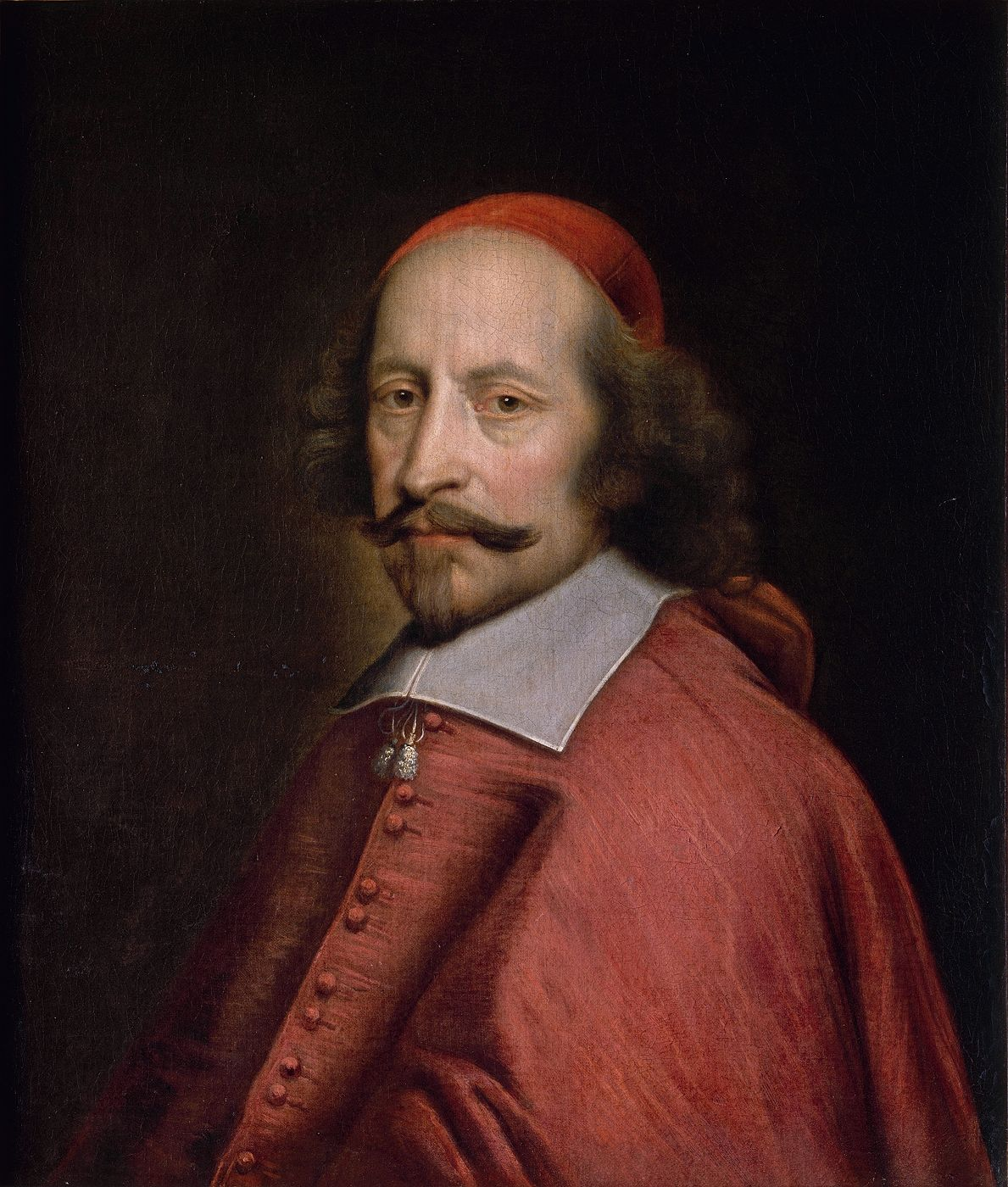
Cardinalul Mazarin

Mazarinetele au fost cele șapte nepoate ale cardinalului Jules Mazarin, (1639–1661), ministru-șef al regilor Ludovic al XIII-lea și Ludovic al XIV-lea ai Franței din 1642 până la moartea sa.
Erau fiicele celor două surori ale cardinalului, Laura Margherita (decedată în 1685), soția lui Girolamo Martinozzi și Girolama, (1614–1656), soția lui Michele Lorenzo Mancini. În 1647, Mazarino a adus-o pe Laura Margherita și pe cele două fiice ale ei, Anne Marie, în vârstă de zece ani și Laura, în vârstă de opt ani, din Italia la Paris, apoi, în 1650, când Girolama a rămas văduvă, s-a mutat și ea în Franța, împreună cu cele cinci fiice și cei trei fii ai săi: Laura de treisprezece ani și Paul Jules, Olympia de unsprezece ani, Marie de zece ani, Philippe de nouă ani, Alfonso de șase ani, Hortense de patru ani, și Marie Anne, în vârstă de un an.
Cardinalul Mazarin își dorea să înființeze o dinastie în Franța și să-și asigure moștenirea prin căsătorii strategice, dar nu putea avea copii proprii fiind membru al clerului catolic. Și-a dorit să fie înconjurat de propria familie, oameni în care să poată avea încredere, întrucât avea mulți dușmani la curte.

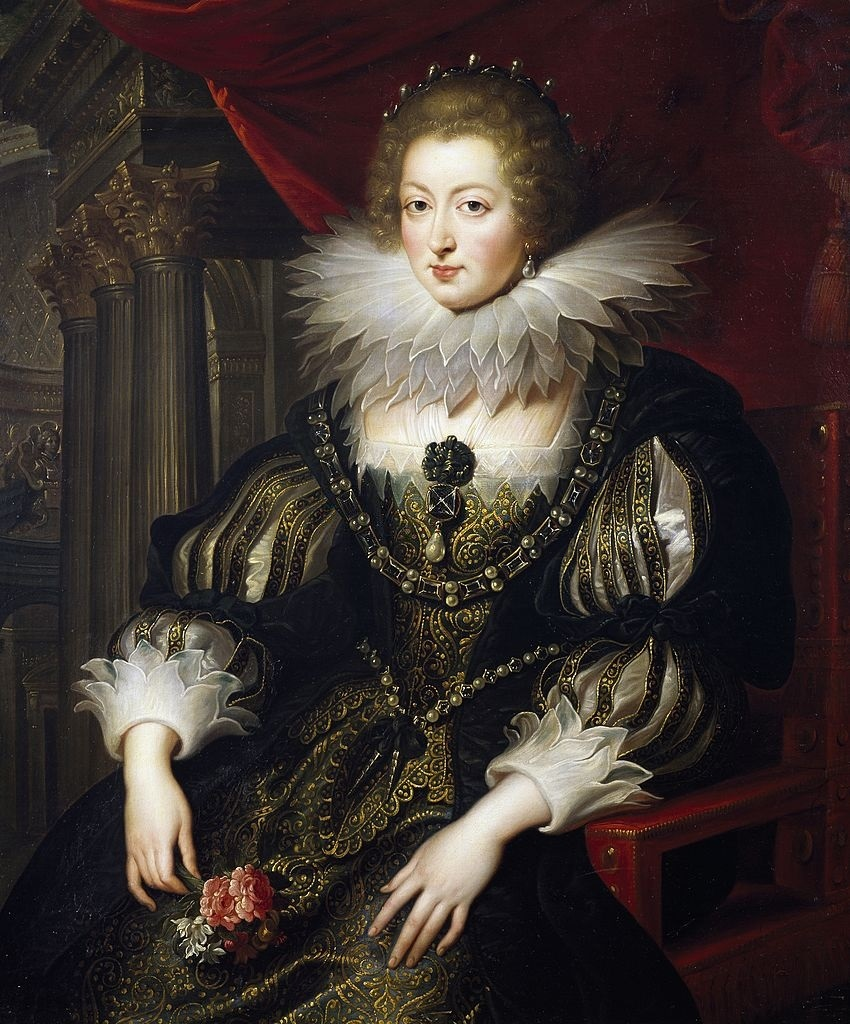
Ana de Austria

Ana de Austria, care a domnit ca regina regentă a Franței după moartea soțului ei, Ludovic al XIII-lea și în timpul minoratului fiului său, Ludovic al XIV-lea, între 1643 și 1651, a supravegheat ea însăși educația copiilor Martinozzi și Mancini. Ea a permis chiar ca copiii mai mici să fie educați la un loc cu regele și cu fratele său mai mic, Monsieur Philippe, duce de Anjou.
La Paris, unde idealul de frumusețe era reprezentat de pielea palidă și silueta plinuță, s-a bârfit pe scară largă despre tenul mai închis și silueta subțire a fetelor italiene. Mazarinetele au fost discutate în Mazarinades, pamfletele împotriva cardinalului Mazarin publicate în Franța între 1648 și 1653. Unul dintre aceste pamflete le-a descris astfel:
| original francez | traducere in engleza                                                                               |
| --- | -------------------------------------------------------------------------------------------------- |
| Elles ont les yeux d'un hibou,L'écorce blanche comme un chou, Les sourcils d'une âme damnée,</br> Et le teint d'une cheminée. | Ele au ochii de bufniță,Coaja albă ca varza,Sprâncenele unui suflet blestemat, Și un ten de coșar. |

Alte pamflete mazarinade le-au numit „prințese murdare” și „șerpi împuțiți”.

Când Mazarinetele au fost prezentate oficial la curte, mareșalul Villeroy i-a spus unchiului regelui, Gaston, duce de Orléans:
„Iată niște domnișoare care în prezent nu sunt deloc bogate, dar care în curând vor avea castele frumoase, venituri bune, pietre prețioase, argint destul și, cu noroc, un rang înalt […]”)”.

„Voilà des petites demoiselles qui présentement ne sont point riches, mais qui bientôt auront de beaux châteaux, de bonnes rentes, de belles pierreries, de bonne vaisselle d'argent, et peut-être de grandes dignités […]”).”
Viața și soarta mazarinetelor era legată de norocul unchiului lor. În timpul seriei de războaie civile cunoscute sub numele de Fronda (petrecute între 1648 și 1653), acestea au fost nevoite să părăsească Parisul și să plece în exil de două ori. Odată ce revoltele au fost înăbușite și cardinalul Mazarin a revenit la putere, el a aranjat căsătorii avantajoase pentru nepoatele sale cu puternici aristocrați francezi și italieni, și a conferit o zestre mari soților lor pentru a compensa reticența lor de a se căsători cu femei de origini inferioare.
Mazarinetele au fost:
- Laura Victoria Mancini (6 mai 1636 – 8 februarie 1657), s-a căsătorit cu Louis de Bourbon (1612–1669) în 1651, devenind ducesa de Mercœur și a avut descendenți.
- Anne Marie Martinozzi (1637 – 4 februarie 1672), care a servit ca superintendentă de pentru casa reginei pentru Ana de Austria între 1657 și 1666 și s-a căsătorit cu Armand de Bourbon (1629–1666) în 1654, devenind prințesa de Conti și a avut urmași, printre care François Louis de Bourbon, cunoscut sub numele de Le Grand Conti („Marele Conti”), un libertin cu reputație proastă.
- Olympia Mancini (11 iulie 1638 – 9 octombrie 1708), care a fost implicată în Afacerea Otrăvurilor, pentru care a fost exilată din Franța. S-a căsătorit cu Eugene Maurice de Savoia-Carginan (1635–1673) în 1657, devenind Contesa de Soissons și a avut printre urmași pe prințul Eugen de Savoia, unul dintre cei mai victoriși comandanți militari ai timpului său.
- Laura Martinozzi (27 mai 1639 – 19 iulie 1687), care s-a căsătorit cu Alfonso IV d'Este (1634–1662) în 1655, devenind ducesă de Modena, și a avut printre descendenți pe Maria de Modena, regina consoartă a Angliei, Scoției și Irlandei, din care descind pretendenții iacobiți la tronul englez. Laura a domnit ca regentă a Modenei în timpul minoratului fiului ei, între 1662 și 1674.
- Anne Marie Mancini (28 august 1639 – 8 mai 1715), care a fost prima dragoste a lui Ludovic al XIV-lea și a fost alungată de la curte pentru a face posibilă căsătoria din motive politice a regelui cu Maria Tereza a Spaniei. Anne s-a căsătorit cu Lorenzo Onofrio Colonna (1637–1689) în 1661, devenind ducesa și prințesa de Paliano și a avut descendenți.
- Hortense Mancini (6 iunie 1646 – 2 iulie 1699), nepoata favorită a cardinalului, care s-a căsătorit cu Armand-Charles de La Porte (1632–1713), în 1661, devenind ducesa Mazarin și a avut descendenți. A fost amanta oficială a regelui Carol al II-lea al Angliei, Scoției și Irlandei.
- Marie Anne Mancini (1649 – 20 iunie 1714), o patronă a artelor, care a fost judecată în instanță și exilată din Paris pentru că a fost implicată în Afacerea Otrăvurilor, dar nu a fost niciodată condamnată. S-a căsătorit cu Godefroy Maurice de La Tour d'Auvergne (1636-1721) în 1662, devenind ducesa de Bouillon și a avut descendenți.

Portraits of the Mazarinettes
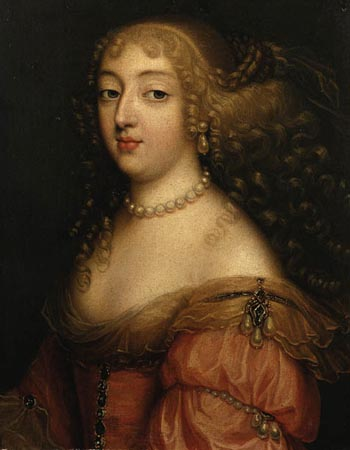
Laura Mancini, ducesa de Mercœur
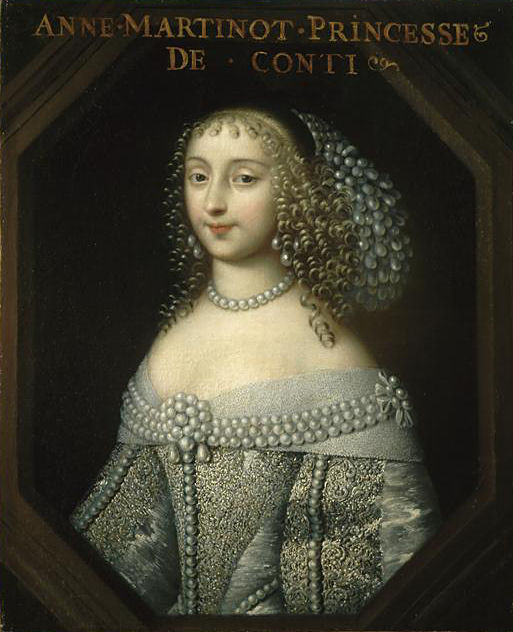
Anne Marie Martinozzi, Prințesa de Conti
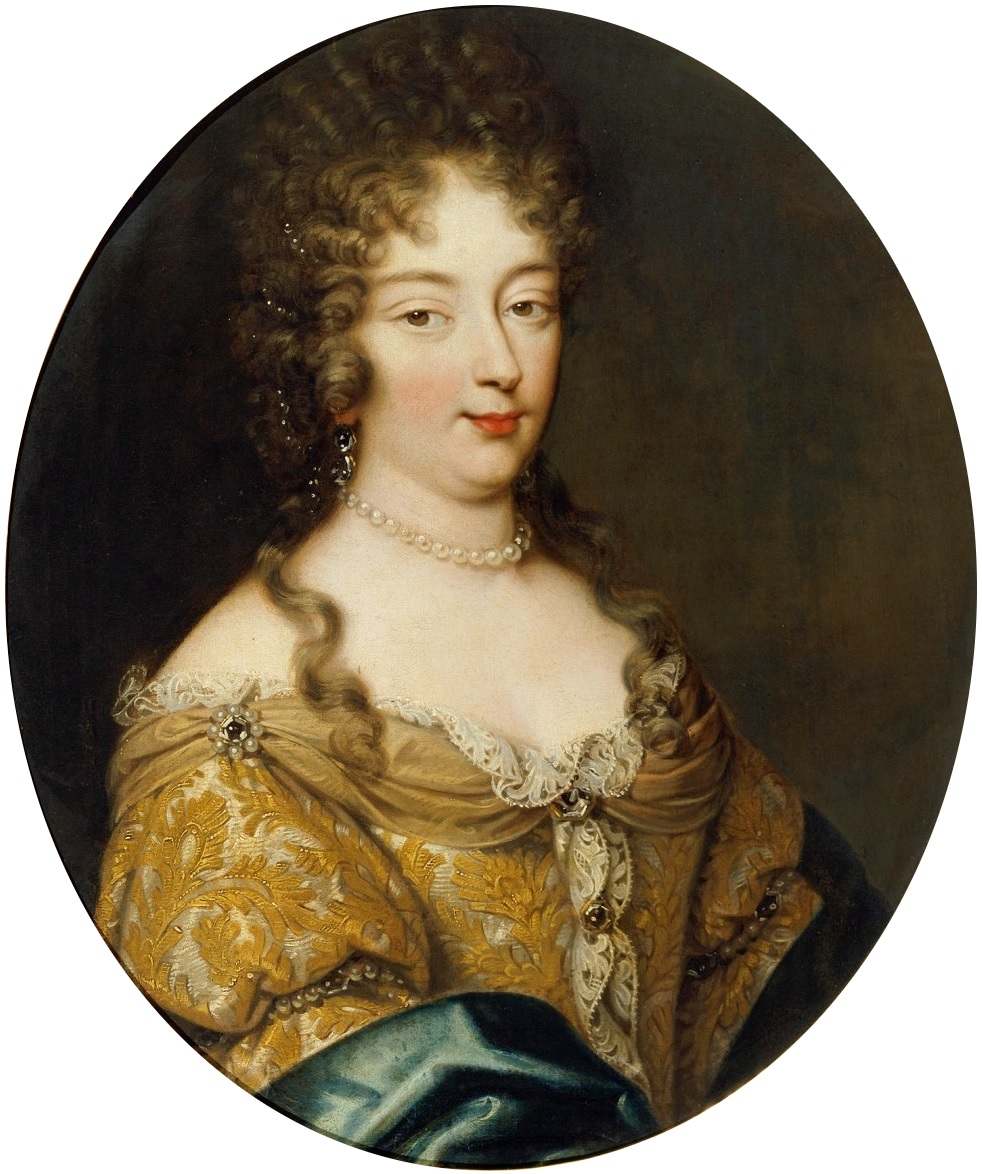
Olympia Mancini, Contesa de Soissons
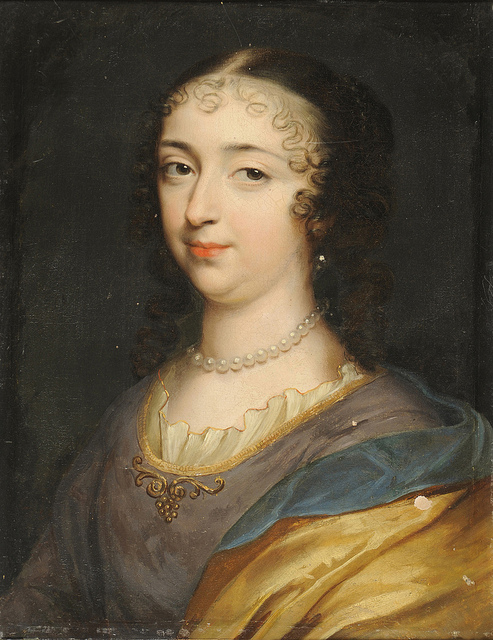
Laura Martinozzi, ducesa de Modena
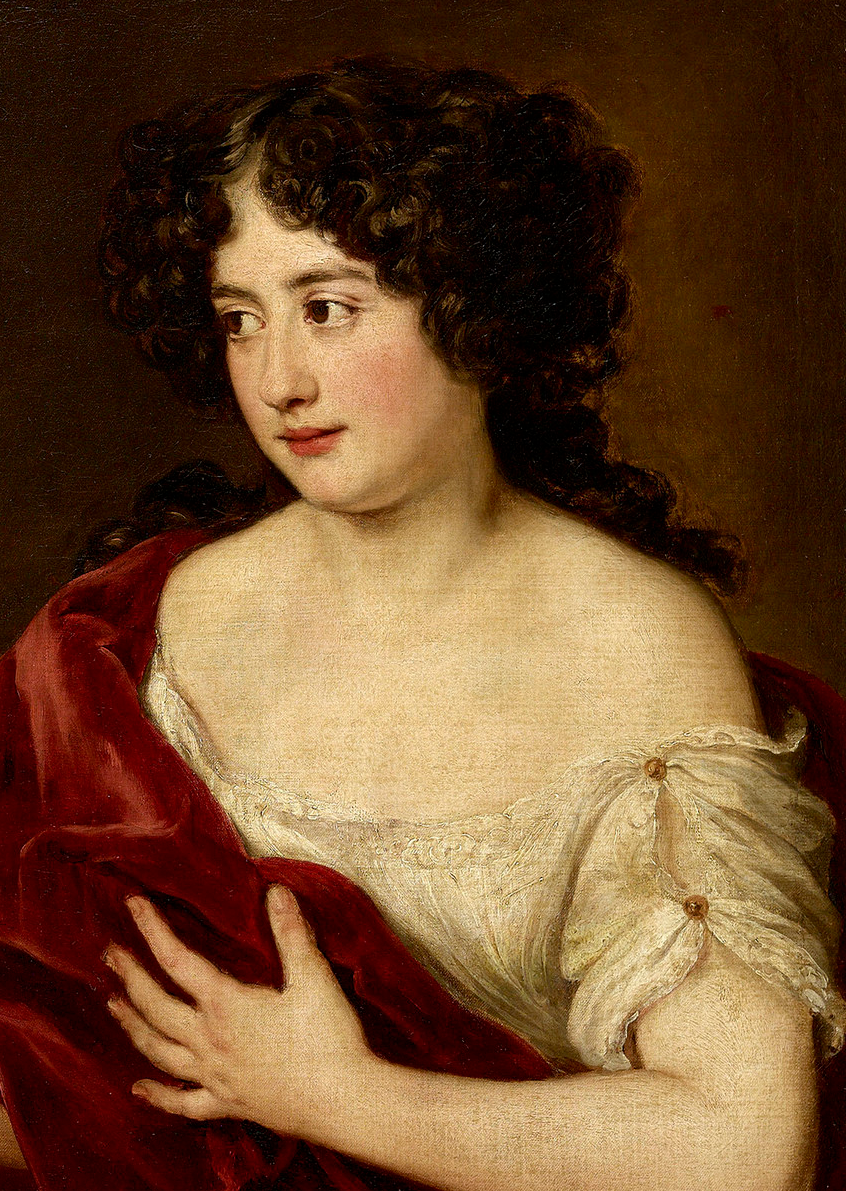
Marie Mancini, ducesă și prințesă de Paliano
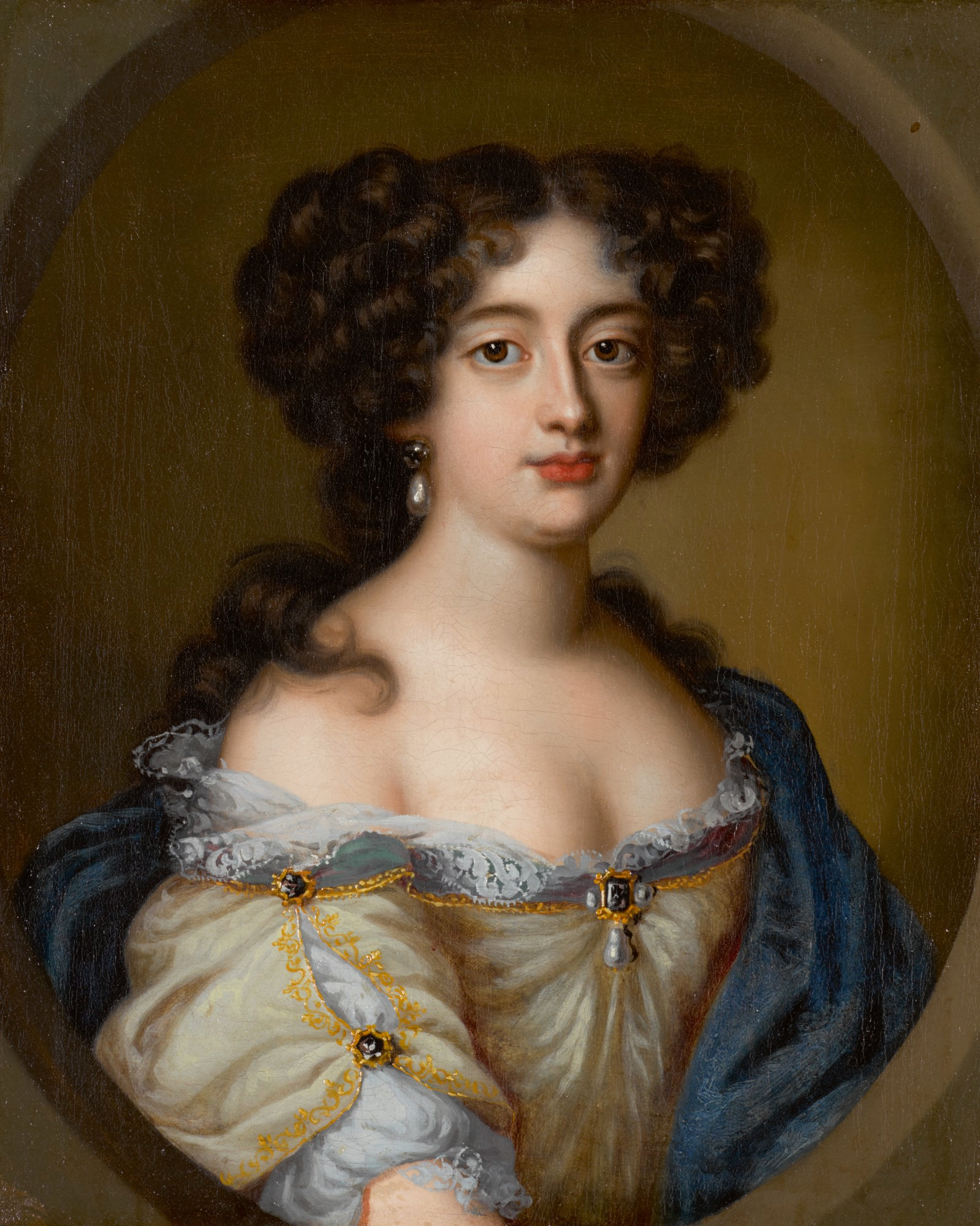
Hortense Mancini, ducesa Mazarin
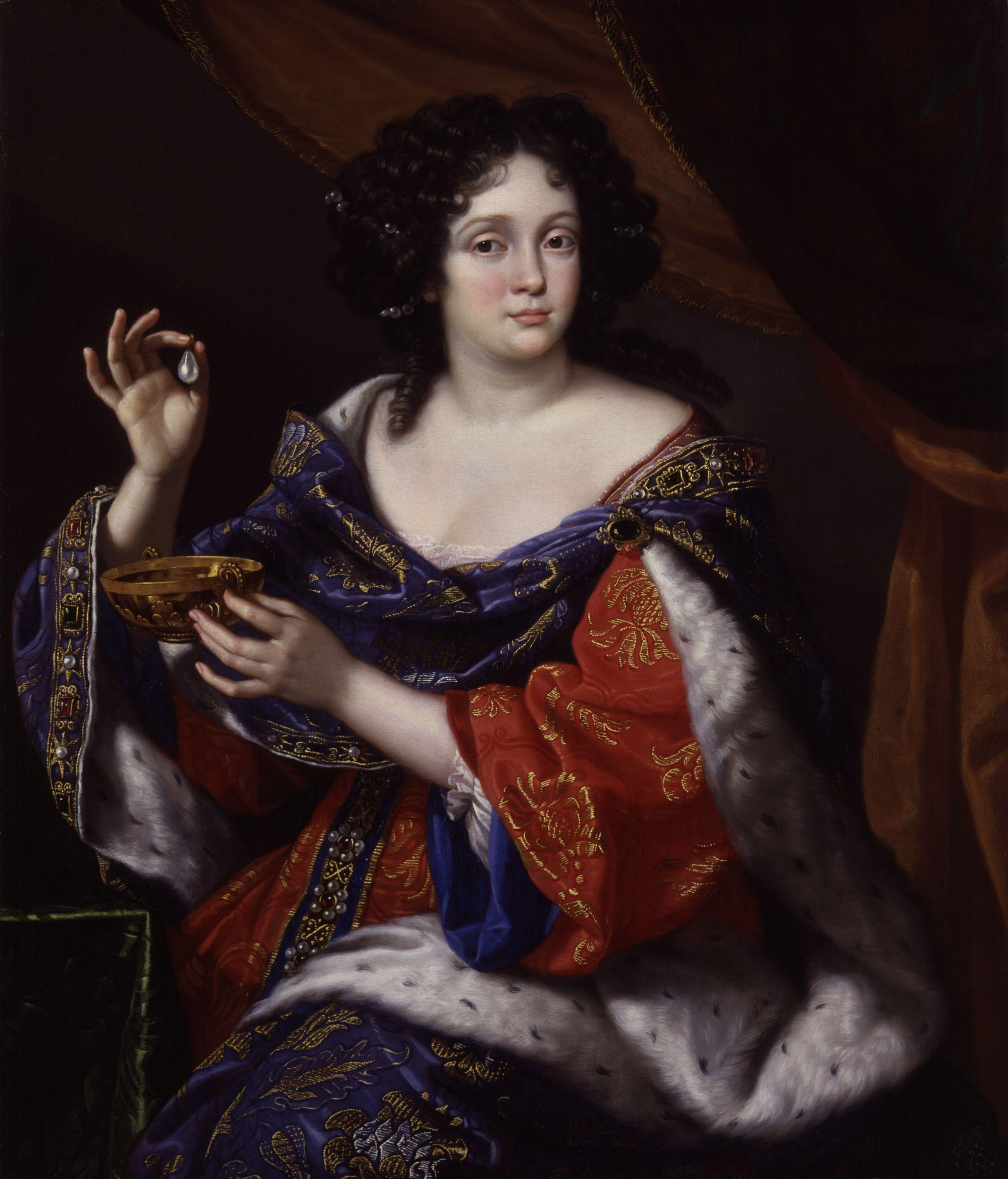
Marie Anne Mancini, ducesa de Bouillon